# Pavage trihexagonal
Le pavage trihexagonal est, en géométrie, un pavage semi-régulier du plan euclidien, constitué de triangles équilatéraux et d'hexagones. Au Japon, ce pavage est utilisé en vannerie sous le nom de Kagomé. En physique, ce pavage est appelé réseau de Kagomé d'après le terme japonais. On l'observe dans la structure cristalline de certains matériaux, notamment l'herbertsmithite. Il est très étudié en magnétisme car sa frustration géométrique génère des phases magnétiques exotiques, comme le liquide de spin.